# Abdon Batista
Abdon Batista est une ville brésilienne de l'intérieur de l'État de Santa Catarina.

## Généralités
La ville porte son nom en hommage à Abdon Baptista, homme politique brésilien du début du XXe siècle.

## Géographie
Abdon Batista se situe par une latitude de 27° 36' 39" sud et par une longitude de 51° 01' 22" ouest, à une altitude de 716 mètres.
Sa population était de 2 653 habitants au recensement de 2010. La municipalité s'étend sur 236 km2.
La ville se trouve à 353 km à l'ouest de la capitale de l'État, Florianópolis. Elle fait partie de la microrégion de Curitibanos, dans la mésoregion Serrana de Santa Catarina.
La municipalité est traversée par le rio Canoas. Son relief est constitué d'un haut-plateau formés de collines. La température moyenne annuelle y est de 16,6 °C et les précipitations y oscillent en 1600 et 1900 mm par an.
La végétation de la municipalité est principalement composée d'araucarias et de cèdres, ainsi que de pins et d'eucalyptus dans les zones de reforestation.
L'IDH de la ville était de 0,774 en 2000 (PNUD).

## Histoire
La région d'Abdon Batista est initialement peuplée par des caboclos. Les terres fertiles des rives des rivières qui parcourent la région  attirent, en 1920, des allemands qui habitaient le Grand Florianópolis. À la même époque, arrivent des italiens en provenance du Rio Grande do Sul. La localité s'appelle tout d'abord Vargem, puis Vila Nova. À partir de 1934, quand la ville devient un district de Campos Novos, elle prend le nom d'Abdon Batista. Le 26 avril 1989, la ville s'émancipe de Campos Novos et devient une municipalité indépendante.

## Tourisme et économie
Abdon Batista est une ville typique de l'intérieur de l'État. Peu de voitures, peu de rues, toutes pavées et impeccables. La localité siège de la municipalité, qui abrite peu d'habitants, garde les caractéristiques des villes rurales. L'économie de la ville est fondée sur l'agriculture, principalement avec la culture du riz et du haricot. Le cheval est le moyen de transport le plus répandu dans la ville. Actuellement, l'apiculture et la culture des fruits commencent à se développer. La municipalité produit également du tabac.
Le sanctuaire de Nossa Senhora da Saúde est la principale attraction touristique de la localité.

## Culture
Les principales fêtes qui sont célébrées dans la ville sont les suivantes :
- en juin, la fête de la municipalité
- le 25 juillet, la « fête du colon et du chauffeur »
- le 25 novembre, la « fête de Notre-Dame de la Santé » (Nossa Senhora da Saúde en portugais), patronne de la ville.

## Administration

### Liste des maires
Depuis son émancipation de la municipalité de Campos Novos en 1990, Abdon Batista a successivement été dirigée par :
- Santin Palavro Júnior - 1990 à 1992
- Fredolino Mattos - 1993 à 1996
- Santin Palavro Júnior - 1997 à 2000
- Fredolino Mattos - 2001 à 2004
- Luiz Antonio Zanchett - 2005 à 2012
- Lucimar Salmória - depuis 2013

### Divisions administratives
La municipalité est constituée d'un seul district, siège du pouvoir municipal.

## Villes voisines
Abdon Batista est voisine des municipalités (municípios) suivantes :
- Anita Garibaldi
- Campos Novos
- Vargem
- São José do Cerrito
- Cerro Negro